# 맨에이프
맨에이프(영어: Man-Ape)는 마블 코믹스의 슈퍼빌런 캐릭터이다. 본명은 음바쿠(M'Baku)이고, 블랙 팬서의 악당이다. 블랙 팬서의 라이벌 화이트 고릴라의 힘을 얻었다. 1969년 3월 《어벤저스》 62호에 처음 등장했고, 로이 토머스와 존 부셰마가 공동 창작하였다.
와칸다의 부족 중 화이트 고릴라 부족의 우두머리로 블랙펜서의 숙적이다.

## 담당 배우

### 영화
- 블랙 팬서(2018) - 윈스턴 듀크

## 담당 성우

### TV 애니메이션
- 어벤저스: 지구 최강의 영웅들(2010) - 케빈 마이클 리처드슨

### 비디오 게임
- 마블: 얼티밋 얼라이언스 2(2009) - 에머슨 프랭클린